# 12645 Jacobrosales
12645 Jacobrosales este o planetă minoră (asteroid), cu un diametru de 2,259 km, din centura de asteroizi. A fost descoperită pe 29 septembrie 1973 la Observatorul Palomar de Cornelis Johannes van Houten. 
Obiectul prezintă o orbită caracterizată de o semiaxă mare de 2,3826332 UAi, o excentricitate de 0,19, o înclinație de 3,4789 ° în raport cu ecliptica.